# Polonia Bytom (piłka nożna) w rozgrywkach międzynarodowych
Występy w piłkarskich rozgrywkach międzynarodowych polskiego klubu piłkarskiego Polonia Bytom.

## Występy w oficjalnych rozgrywkach UEFA
Legenda do wszystkich tabel:
- Q – runda eliminacyjna, 1/16, 1/8, 1/4, 1/2 – odpowiednia faza rozgrywek, Grupa – runda grupowa, 1r gr – pierwsza runda grupowa, 2r gr – druga runda grupowa, F – finał, R – runda, PO – play-off
- k. – rzuty karne, los. – losowanie, Dogr. – dogrywka, w. – zasada bramek strzelonych na wyjeździe

| Sezon   | Rozgrywki     | Runda | Klub             | Dom | Wyjazd | Ogólnie |
| ------- | ------------- | ----- | ---------------- | --- | ------ | ------- |
| 1958/59 | Puchar Europy | Q     | MTK              | 0–3 | 0–3    | 0–6     |
| 1962/63 | Puchar Europy | Q     | Panathinaikos AO | 2–1 | 4–1    | 6–2     |
| 1962/63 | Puchar Europy | 1R    | Galatasaray SK   | 1–0 | 1–4    | 2–4     |

### Szczegóły spotkań

#### Puchar Europy 1958/1959
Pierwszymi rozgrywkami europejskimi, w których uczestniczyła Polonia Bytom, był Puchar Europy Mistrzów Klubowych w sezonie 1958/1959. Liga polska rozgrywana była wtedy systemem wiosna-jesień, a Puchar Europy – jesień-wiosna. Aby reprezentować Kraj w tych rozgrywkach, mistrz poprzedniego sezonu musiał po rundzie wiosennej zająć co najmniej trzecie miejsce. Górnik Zabrze nie spełnił tego kryterium i w ten sposób Polonia zajęła jego miejsce jako lider tabeli.
W eliminacyjnej rundzie drużyna spotkała się z MTK Budapeszt, który ówcześnie był jedną z największych potęg europejskich, a w jego składzie występowali członkowie tzw. Złotej Jedenastki.

##### Runda eliminacyjna
| 17 września 1958 | Polonia Bytom | 0:3(0:0) | MTK Hungária Budapeszt | Stadion Miejski w Bytomiu Widzów: 30000 Sędzia: Werner Treichel (RFN) |
| 17 września 1958 | Károly Sándor 46' · Péter Palotás 73' · Péter Palotás 80 karny' | 0:3(0:0) | | Stadion Miejski w Bytomiu Widzów: 30000 Sędzia: Werner Treichel (RFN) |
| Edward Szymkowiak – Ginter Dymarczyk, Józef Wieczorek, Bogusław Widawski – Henryk Kohut, Helmut Olejniczak – Jerzy Krasucki, Kazimierz Trampisz, Henryk Kempny, Jan Liberda, Jerzy Jóźwiak; Trener: Adam Niemiec | Edward Szymkowiak – Ginter Dymarczyk, Józef Wieczorek, Bogusław Widawski – Henryk Kohut, Helmut Olejniczak – Jerzy Krasucki, Kazimierz Trampisz, Henryk Kempny, Jan Liberda, Jerzy Jóźwiak; Trener: Adam Niemiec |          | Sándor Gellér – Ferenc Gel, Ferenc Sipos, Laszlo Szimcsak – István Nagy, Ferenc Kovacs – Karoly Sandor, Péter Palotás, Imre Kovács, Janos Molnar, Istvan Szimcsak; Trener: Márton Bukovi | Sándor Gellér – Ferenc Gel, Ferenc Sipos, Laszlo Szimcsak – István Nagy, Ferenc Kovacs – Karoly Sandor, Péter Palotás, Imre Kovács, Janos Molnar, Istvan Szimcsak; Trener: Márton Bukovi |

| 1 października 1958 | MTK Hungária Budapeszt | 3:0(1:0) | Polonia Bytom | Stadion Hidegkuti Nándor Widzów: 10000 Sędzia: Josef Kandlbinder (RFN) |
| 1 października 1958 | Janos Molnar 41' · Péter Palotás 58' · Péter Palotás 75' | 3:0(1:0) | | Stadion Hidegkuti Nándor Widzów: 10000 Sędzia: Josef Kandlbinder (RFN) |
| Sandor Geller – Ferenc Gal, Ferenc Sipos, Laszlo Szimcsak – Istvan Nagy, Ferenc Kovacs – Karoly Sandor, Peter Palotas, Imre Kovacs, Janos Molnar, Istvan Szimcsak; Trener: Márton Bukovi | Sandor Geller – Ferenc Gal, Ferenc Sipos, Laszlo Szimcsak – Istvan Nagy, Ferenc Kovacs – Karoly Sandor, Peter Palotas, Imre Kovacs, Janos Molnar, Istvan Szimcsak; Trener: Márton Bukovi |          | Edward Szymkowiak – Jan Dymarczyk, Helmut Olejniczak, Bogusław Widawski – Henryk Kohut, Józef Wieczorek – Jerzy Jóźwiak, Kazimierz Trampisz, Henryk Kempny, Norbert Pogrzeba, Jan Liberda; Trener: Adam Niemiec | Edward Szymkowiak – Jan Dymarczyk, Helmut Olejniczak, Bogusław Widawski – Henryk Kohut, Józef Wieczorek – Jerzy Jóźwiak, Kazimierz Trampisz, Henryk Kempny, Norbert Pogrzeba, Jan Liberda; Trener: Adam Niemiec |

#### Puchar Europy 1962/1963
Cztery lata później, w sezonie 1962/1963, Polonia wystąpiła już jako pełnoprawny mistrz Polski. Jako pierwszy polski klub zdołała przedostać się do pierwszej rundy rozgrywek.

##### Runda eliminacyjna
| 12 września 1962 | Polonia Bytom | 2:1(1:1) | Panathinaikos AO | Stadion Śląski Widzów: 20000 Sędzia: Jozef Rajcani (Czechosłowacja) |
| 12 września 1962 | Norbert Pogrzeba 28' · Jerzy Jóźwiak 70' | 2:1(1:1) | · Dimitris Theofanis 29' | Stadion Śląski Widzów: 20000 Sędzia: Jozef Rajcani (Czechosłowacja) |
| Edward Szymkowiak – Józef Dymarczyk, Joachim Pierzyna, Józef Wieczorek, Teodor Marks – Ryszard Grzegorczyk, Gerard Lukoszczyk – Jan Banaś, Norbert Pogrzeba, Jan Liberda, Jerzy Jóźwiak; Trener: Hubert Skolik | Edward Szymkowiak – Józef Dymarczyk, Joachim Pierzyna, Józef Wieczorek, Teodor Marks – Ryszard Grzegorczyk, Gerard Lukoszczyk – Jan Banaś, Norbert Pogrzeba, Jan Liberda, Jerzy Jóźwiak; Trener: Hubert Skolik |          | Mihalis Voutsaras – Vasilis Vasilakis, Kostas Linoxilakis – Giorgos Andreou, Takis Loukanidis, Zaharias Pitihoutis – Evangelos Panakis, Andreas Papaemmanouil, Mimis Domazos, Kostas Toumpelis, Dimitris Theofanis; Trener: Harry Game | Mihalis Voutsaras – Vasilis Vasilakis, Kostas Linoxilakis – Giorgos Andreou, Takis Loukanidis, Zaharias Pitihoutis – Evangelos Panakis, Andreas Papaemmanouil, Mimis Domazos, Kostas Toumpelis, Dimitris Theofanis; Trener: Harry Game |

| 19 września 1962 | Panathinaikos | 1:4(1:2) | Polonia Bytom | Stadion im. Apostolosa Nikolaidisa Widzów: 23245 Sędzia: Joseph Cassar-Naudi (Malta) |
| 19 września 1962 | · Evangelos Panakis 38' | 1:4(1:2) | Jan Liberda 25' · Henryk Kempny 44' · Henryk Kempny 47' · Norbert Pogrzeba 70' | Stadion im. Apostolosa Nikolaidisa Widzów: 23245 Sędzia: Joseph Cassar-Naudi (Malta) |
| Mihalis Voutsaras – Aristeidis Kamaras, Kostas Linoxilakis – Giorgos Andreou, Takis Lukanidis, Zaharias Pitihoutis – Giannis Holevas, Evangelos Panakis, Andreas Papaemmanouil, Mimis Domazos, Kostas Toumpelis; Trener: Harry Game | Mihalis Voutsaras – Aristeidis Kamaras, Kostas Linoxilakis – Giorgos Andreou, Takis Lukanidis, Zaharias Pitihoutis – Giannis Holevas, Evangelos Panakis, Andreas Papaemmanouil, Mimis Domazos, Kostas Toumpelis; Trener: Harry Game |          | Edward Szymkowiak – Józef Dymarczyk, Joachim Pierzyna, Józef Wieczorek, Teodor Marks – Ryszard Grzegorczyk, Gerhard Lukoszczyk – Norbert Pogrzeba, Henryk Kempny, Jan Liberda, Jerzy Jóźwiak; Trener: Hubert Skolik | Edward Szymkowiak – Józef Dymarczyk, Joachim Pierzyna, Józef Wieczorek, Teodor Marks – Ryszard Grzegorczyk, Gerhard Lukoszczyk – Norbert Pogrzeba, Henryk Kempny, Jan Liberda, Jerzy Jóźwiak; Trener: Hubert Skolik |

##### 1/8 finału
| 7 listopada 1962 | Galatasaray SK | 4:1(2:1) | Polonia Bytom | Stambuł Widzów: 23274 Sędzia: Vasile Dumitrescu (Rumunia) |
| 7 listopada 1962 | Metin Oktay 19' · Metin Oktay 29 karny' · Suat Mamat 50' · Metin Oktay 57' | 4:1(2:1) | · Norbert Pogrzeba 43' | Stambuł Widzów: 23274 Sędzia: Vasile Dumitrescu (Rumunia) |
| Turgay Şeren – Candemir Berkman, Ahmet Berman – Suat Mamat, Ergun Ercins, Kadri Aytaç – Tarik Kutver, Mustafa Yürür, Metin Oktay, Talat Özkarsli, Ugur Kökten. Trener: Gündüz Kiliç i Coşkun Özari | Turgay Şeren – Candemir Berkman, Ahmet Berman – Suat Mamat, Ergun Ercins, Kadri Aytaç – Tarik Kutver, Mustafa Yürür, Metin Oktay, Talat Özkarsli, Ugur Kökten. Trener: Gündüz Kiliç i Coşkun Özari |          | Edward Szymkowiak – Józef Dymarczyk, Józef Wieczorek – Teodor Marks, Joachim Pierzyna, Ryszard Gregorczyk – Gerhard Lukoszczyk, Norbert Pogrzeba, Henryk Kempny, Jan Liberda, Jerzy Jóźwiak; Trener: Hubert Skolik | Edward Szymkowiak – Józef Dymarczyk, Józef Wieczorek – Teodor Marks, Joachim Pierzyna, Ryszard Gregorczyk – Gerhard Lukoszczyk, Norbert Pogrzeba, Henryk Kempny, Jan Liberda, Jerzy Jóźwiak; Trener: Hubert Skolik |

| 18 listopada 1962 | Polonia Bytom | 1:0(1:0) | Galatasaray Stambuł | Stadion Śląski Widzów: 8462 Sędzia: Helmut Köhler (NRD) |
| 18 listopada 1962 | Jerzy Jóźwiak 20' | 1:0(1:0) | | Stadion Śląski Widzów: 8462 Sędzia: Helmut Köhler (NRD) |
| Edward Szymkowiak – Józef Dymarczyk, Joachim Pierzyna, Józef Wieczorek, Gerhard Lukoszczyk – Ryszard Grzegorczyk, Paweł Orzechowski – Jan Banaś, Norbert Pogrzeba, Jan Liberda, Jerzy Jóźwiak; Trener: Hubert Skolik | Edward Szymkowiak – Józef Dymarczyk, Joachim Pierzyna, Józef Wieczorek, Gerhard Lukoszczyk – Ryszard Grzegorczyk, Paweł Orzechowski – Jan Banaś, Norbert Pogrzeba, Jan Liberda, Jerzy Jóźwiak; Trener: Hubert Skolik |          | Turgay Şeren – Candemir Berkman, Ahmet Berman – Suat Mamat, Ergun Ercins, Kadri Aytaç – Tarik Kutver, Talat Özkarsli, Metin Oktay, Mustafa Yürür, Ugur Kökten; Trener: Gündüz Kiliç i Coşkun Özari | Turgay Şeren – Candemir Berkman, Ahmet Berman – Suat Mamat, Ergun Ercins, Kadri Aytaç – Tarik Kutver, Talat Özkarsli, Metin Oktay, Mustafa Yürür, Ugur Kökten; Trener: Gündüz Kiliç i Coşkun Özari |

## Występy w pozostałych rozgrywkach międzynarodowych

### Puchar Rappana/Intertoto

#### 1963/1964
Po zajęciu pierwszego miejsca w grupie Polonia spotkała się w 1/8 finału z genueńską Sampdorią. Mecz odbył się na stadionie rywala, a oglądało go pięć tysięcy ludzi.
W 18 minucie Jan Liberda otrzymał podanie od Pogrzeby i zdobył bramkę, a sześć minut później kapitan Polonii dośrodkował piłkę, co wykorzystał Pogrzeba i pokonał Franco Sattolo.
W drugiej połowie genueńczycy próbowali jeszcze odrobić straty, ale wynik do końca meczu nie uległ zmianie i Polonia zwyciężyła 2:0.
10 listopada w Bytomiu odbyło się spotkanie rewanżowe. Oglądało je 20 tysięcy widzów, a Polonia obroniła przewagę remisując 1:1. Bramkę dla bytomian strzelił z rzutu karnego Norbert Pogrzeba w 36 minucie, a w 40 wyrównał Maryan Wisniewski, który po meczu powiedział: Gra Polonii była bezwzględnie lepsza niż w Genui. Odrobienie strat z pierwszego spotkania, które planowaliśmy w drodze do Bytomia przerastało nasze możliwości. Sądzę, że nawet dużo lepsze od Sampdorii zespoły nie wygrałyby wczoraj z waszą drużyną. Drużyna polska była chwalona również przez innych członków Sampdorii oraz włoskich dziennikarzy.
Wiosną następnego roku w ćwierćfinale drużyna spotkała się w dwumeczu z Örgryte IS. Pierwsza część miała miejsce w Szwecji, a cztery tysiące osób było świadkami wysokiego zwycięstwa bytomian. Polonia w pierwszej połowie przeważała, dzięki czemu strzeliła trzy bramki. W drugiej połowie Örgryte próbowało odrabiać straty, jednak to polska drużyna zdobyła kolejną bramkę. Po tym wydarzeniu Szwedzi zrezygnowali z obrony i zaczęli atakować całą drużyną. Poskutkowało to golem Rolfa Wetterlinda w 74 minucie, jednak dalsza ich gra taką taktyką przyniosła stratę w postaci trzech bramek. Szwedzka prasa pisała o bytomskiej drużynie w samych superlatywach. Najbardziej chwalony był Jan Liberda, o którym Göteborgs-Posten napisał, że jest lepszy od Ferenca Puskása.
Na mecz rewanżowy w Bytomiu przyszło 15 tysięcy widzów. W pierwszej połowie Polonia strzeliła dwie bramki. W drugiej Gerhardt Lukoszczyk znalazł się w 60 minucie z piłką z przodu – na wyjątkowej dla siebie pozycji. Podał do Banasia, po chwili otrzymał piłkę z powrotem i strzelił celnie. Z przewagą dziewięciu bramek Polonia pozwoliła sobie na rozluźnienie, przez co Szwedzi strzelili dwie bramki i mecz zakończył się wynikiem 3:2 dla bytomian.
Półfinał został nazwany przez prasę polskim, ponieważ do walki w nim stanęła Polonia i Odra Opole. Pierwszy mecz rozegrany został w Bytomiu. Z Opola i okolic przyjechało 10 tysięcy kibiców i stanowili oni połowę całej widowni. W 41 minucie Szymkowiak obronił strzał słabo pilnowanego dotychczas Zaczyńskiego, a ten dobił piłkę, zdobył bramkę i do przerwy Polonia przegrywała jednym golem. W 63 minucie po kilku podaniach z pierwszej piłki Liberda wyrównał, a w 79 Pogrzeba uzyskał kolejnego gola i mecz zakończył się wynikiem 2:1 dla gospodarzy.
Drugi mecz półfinału odbył się na wypełnionym do ostatniego miejsca Stadionie Miejskim w Opolu. W spotkaniu nie padły bramki, a bardzo dobrze zagrał Edward Szymkowiak, który wielokrotnie wybronił trudne strzały opolan. W 61 minucie Wieczorek zderzył się z Jarkiem, złamał nogę i został zniesiony z boiska. Polonia zakończyła mecz w dziesiątkę, ale zremisowała i awansowała do finału.
Finał odbył się w Wiedniu na stadionie Hohe Warte. Spotkanie oglądało 4000 widzów, a wśród nich cała drużyna Realu Madryt, ponieważ następnego dnia na wiedeńskim Praterstadionie odbył się również finał Pucharu Europy, w którym madryccy piłkarze grali z Interem Mediolan. Polonia stworzyła wiele szans bramkowych w tym meczu, jednak bardzo dobrze bronił słowacki bramkarz Peter Fülle. W 57 minucie Adolf Scherer otrzymał piłkę, przebiegł z nią kilka kroków i z 25 metrów strzelił przy ziemi w prawy róg bramki bytomian, czym zdobył jedyny gol w tym meczu. Po spotkaniu Alfredo Di Stéfano powiedział, że Polonia przegrała przez brak mocnych nerwów i rutyny, jednak zaznaczył, że polscy piłkarze bardzo mu się podobali.

##### Rozgrywki grupowe
| M  | Nazwa            | Z | R | P | G+ | G- | P |
| -- | ---------------- | - | - | - | -- | -- | - |
| 1. | Polonia Bytom    | 2 | 3 | 1 | 17 | 10 | 7 |
| 2. | FK Crvena zvezda | 3 | 1 | 2 | 15 | 15 | 7 |
| 3. | Vorvärts Berlin  | 1 | 3 | 2 | 10 | 9  | 5 |
| 4. | Jednota Trenčín  | 2 | 1 | 3 | 7  | 15 | 5 |

##### 1 runda
| 13.10.1963 | UC Sampdoria  | - | Polonia Bytom | 0:2 | (0:2) | - Jan Liberda 18', Norbert Pogrzeba 24'              |
| 10.11.1963 | Polonia Bytom | - | UC Sampdoria  | 1:1 | (1:1) | Norbert Pogrzeba 36' (karny) - Maryan Wisniewski 40' |

##### Ćwierćfinał
| 25.03.1964 | Örgryte IS    | - | Polonia Bytom | 1:7 | (0:3) | Wetterlind 74' - Norbert Pogrzeba 15', Jan Banaś 20', Jan Liberda 39', Jerzy Jóźwiak 68', Jan Liberda 82', Jan Liberda 88', Jerzy Jóźwiak 89' |
| 1.04.1964  | Polonia Bytom | - | Örgryte IS    | 3:2 | (2:0) | Jerzy Jóźwiak 16', Norbert Pogrzeba 31', Gerhardt Lukoszczyk 60' - Söderberg 71', Simonsson 80'                                               |

##### Półfinał
| 22.04.1964 | Polonia Bytom | - | Odra Opole    | 2:1 | (0:1) | Żaczyński 41' - Jan Liberda 63', Norbert Pogrzeba 79' |
| 07.05.1964 | Odra Opole    | - | Polonia Bytom | 0:0 | (0:0) |                                                       |

##### Finał
| 26 maja 1964 | Slovnaft Bratysława | 1:0(0:0) | Polonia Bytom | Hohe Warte, Wiedeń Widzów: 4000 Sędzia: Paul Schiller ( Austria) |
| 26 maja 1964 | Adolf Scherer 57' | 1:0(0:0) | | Hohe Warte, Wiedeń Widzów: 4000 Sędzia: Paul Schiller ( Austria) |
| Peter Fülle, Milan Hrica, Vladimír Weiss, Jan Feriančík, Gustáv Mráz, Titus Buberník, Kazimír Gajdoš, Adolf Scherer, Eduard Gáborík, Michal Medviď, Milan Dolinský | Peter Fülle, Milan Hrica, Vladimír Weiss, Jan Feriančík, Gustáv Mráz, Titus Buberník, Kazimír Gajdoš, Adolf Scherer, Eduard Gáborík, Michal Medviď, Milan Dolinský |          | Edward Szymkowiak, Jan Dymarczyk, Walter Winkler, Bogusław Widawski, Paweł Orzechowski, Ryszard Grzegorczyk, Jan Banaś, Gerhardt Łukoszczyk, Norbert Pogrzeba, Jan Liberda, Jerzy Jóźwiak | Edward Szymkowiak, Jan Dymarczyk, Walter Winkler, Bogusław Widawski, Paweł Orzechowski, Ryszard Grzegorczyk, Jan Banaś, Gerhardt Łukoszczyk, Norbert Pogrzeba, Jan Liberda, Jerzy Jóźwiak |

#### 1964/1965
Polonia zajęła pierwsze miejsce w rozgrywkach grupowych i w ćwierćfinale walczyła z SC Karl-Marx-Stadt. Przed pierwszym meczem uchodziła za zdecydowanego faworyta. Spotkanie odbyło się w Karl-Marx-Stadt i oglądało je 10 tysięcy widzów. Drużyna grała bardzo słabo i przegrała 0:2. Katowicki Sport nazwał Liberdę, Grzegorczyka i Banasia statystami i mocno skrytykował ich grę.
Rewanż w Bytomiu oglądany przez 14 tysięcy kibiców rozpoczął się częstymi atakami polonistów, jednak przez całą pierwszą połowę uzyskali oni tylko jedną bramkę. Spowodowane to było dobrą grą obrońców niemieckich, którzy przejmowali większość górnych podań bytomian. Na początku drugiej połowy drugą bramkę zdobył Liberda, a po 9 minutach Banaś z podania Pogrzeby uzyskał kolejny gol dla Polonii. Po tym wydarzeniu piłkarze Karl-Marx-Stadt zaczęli tracić nerwy – minutę po bramce Erler kopnął Pogrzebę, a zrewanżował mu się Jerzy Jóźwiak i obaj zostali usunięci z boiska. W 67 minucie na polu karnym rywali znów Pogrzeba został sfaulowany – tym razem przez Hüttnera. Rzut karny wykorzystał Liberda i Polonia prowadziła 4:0. W 69 minucie ten sam Hüttner wykonywał rzut wolny i zdobył jedyną bramkę dla Niemców w tym meczu.
W półfinale Polonia wylosowała RFC Liège. Pierwszy mecz odbył się w Belgii. Drużyna walońska zagrała bardzo dobrze i dzięki Edwardowi Szymkowiakowi bytomianie przegrali tylko jedną bramką.
Rewanż w Bytomiu oglądało 12 tysięcy osób. W pierwszej połowie nie padły żadne bramki, a pod jej koniec Walter Winkler doznał kontuzji i musiał opuścić boisko i od początku drugiej części zastąpił go Gulba. Belgowie zaatakowali skutecznie tuż po przewie i strzałem z 25 metrów Szymkowiaka pokonał Latamene. Od tego momentu drużyna polska częściej atakowała i w 51 minucie przyniosło to efekt w postaci bramki Liberdy. Później w 62 minucie stan dwumeczu wyrównał Pogrzeba i w 74 minucie ten sam zawodnik wyprowadził Polonię na prowadzenie. Wynik nie zmienił się do końca spotkania i drużyna bytomska drugi raz z rzędu awansowała do finału Pucharu Lata.
Pierwszy mecz finału rozegrany został na Stadionie Centralnym w Lipsku. Poloniści przyjechali z niedysponowanym Szymkowiakiem, który w meczu ligowym z Unią Racibórz nabawił się kontuzji. Zastąpił go rezerwowy bramkarz – Szczęsny. Rywale – drużyna SC Lipsk mieli być agresywnie kryci, a poloniści mieli zwalniać grę i kontratakować. W pierwszych minutach piłkarze bytomscy wypełniali swoje zadania, ale w 18 minucie Engelhardt podał do Frenzla, a ten strzelił z kilku metrów i zdobył bramkę. Drugą bramkę Niemcy zdobyli po błędzie Szczęsnego, który wybiegł z bramki, co wykorzystał Franke kierując piłkę do pustej bramki. Zatrzymał ją rękoma Winkler, za co sędzia jugosłowiański Branko Tesanic podyktował rzut karny, który wykorzystał Trölitsch. Ostatni gol w meczu strzelił stoper niemieckiej drużyny Giessner.
Rewanżowe spotkanie rozegrane zostało w Bytomiu. Na stadion udało się 20 tysięcy widzów, a mecz sędziował sędzia Heimann ze Szwajcarii. Przez pierwsze dwadzieścia minut obrona bytomska popełniła dwa poważne błędy. Najpierw Engelhardt znalazł się sam na sam z Szymkowiakiem, kilka minut później Franke był bliski zdobycia bramki, ale bez konsekwencji. W 20 minucie Löwe ograł Winklera i strzelił gol dla Niemców. Trzy minuty później Banaś trafił piłką Franke na polu karnym i tak padła pierwsza bramka dla Polonii. W 32 minucie Liberda został sfaulowany na polu karnym przez Giessnera, a rzut karny wykorzystał Grzegorczyk. Na cztery minuty przed przerwą Jerzy Jóźwiak podwyższył prowadzenie bytomian na 3:1. Na początku drugiej połowy gra się wyrównała. W 70 minucie Grzegorczyk rozegrał szybką akcję, podał do Banasia, a ten doprowadził do stanu remisowego. W ostatnich minutach SC Lipsk próbowało jeszcze rozstrzygnąć spotkanie na swoją korzyść, jednak w 88 minucie Pogrzeba przejął dośrodkowanie Banasia i strzelił piątą bramkę dla Polonii. Kilkanaście sekund przed końcem jeszcze Szymkowiak uchronił bytomian przed stratą gola i po chwili spotkanie się zakończyło

##### Grupa C3
| M  | Nazwa                    | Z | R | P | G+ | G- | P |
| -- | ------------------------ | - | - | - | -- | -- | - |
| 1. | Polonia Bytom            | 3 | 1 | 2 | 18 | 6  | 7 |
| 2. | RC Lens                  | 3 | 1 | 2 | 15 | 9  | 7 |
| 3. | Schalke 04 Gelsenkirchen | 3 | 1 | 2 | 10 | 12 | 7 |
| 4. | Degerfors IF             | 1 | 1 | 4 | 4  | 20 | 3 |

##### Ćwierćfinał
| 17.03.1965 | SC Karl-Marx-Stadt | - | Polonia Bytom      | 2:0 | (1:0) | Erler 23', Steinmann 63'                                               |
| 24.03.1965 | Polonia Bytom      | - | SC Karl-Marx-Stadt | 4:1 | (1:0) | Jóźwiak 13', Liberda 46', Banaś 55', Liberda 67' (karny) - Hüttner 69' |

##### Półfinał
| 21.04.1965 | RFC Liège     | - | Polonia Bytom | 1:0 | (1:0) | Wegria 35'                                                                 |
| 28.04.1965 | Polonia Bytom | - | RFC Liège     | 3:1 | (0:0) | Jan Liberda 51', Norbert Pogrzeba 62', Norbert Pogrzeba 74' - Latamene 46' |

##### Finał
| 9 czerwca 1965                                                                                  | SC Lipsk                                                                                        | 3:0(1:0) | Polonia Bytom | Zentralstadion Widzów: 10000 Sędzia: Tesanic ( Jugosławia) |
| 9 czerwca 1965                                                                                  | Frenzel 18' · Trölitsch 48' (karny) · Giessner 75'                                              | 3:0(1:0) | | Zentralstadion Widzów: 10000 Sędzia: Tesanic ( Jugosławia) |
| Weigang, Faber, Giessner, Geisler, Trojan, Nauman, Engelhardt, Trölitsch, Frenzel, Franke, Löwe | Weigang, Faber, Giessner, Geisler, Trojan, Nauman, Engelhardt, Trölitsch, Frenzel, Franke, Löwe |          | Szczęsny, Józef Dymarczyk, Walter Winkler, Zygmunt Anczok, Bogusław Widawski, Ryszard Grzegorczyk, Jan Banaś, Gerhardt Lukoszczyk, Norbert Pogrzeba, Jan Liberda, Jerzy Jóźwiak | Szczęsny, Józef Dymarczyk, Walter Winkler, Zygmunt Anczok, Bogusław Widawski, Ryszard Grzegorczyk, Jan Banaś, Gerhardt Lukoszczyk, Norbert Pogrzeba, Jan Liberda, Jerzy Jóźwiak |

| 16 czerwca 1965 | Polonia Bytom | 5:1(3:1) | SC Lipsk                                                                                            | Stadion Miejski Widzów: 30000 Sędzia: Heymann ( Szwajcaria)                                         |
| 16 czerwca 1965 | · Franke 23' (samobójczy) · Ryszard Grzegorczyk 32' (karny) · Jóźwiak 41' · Banas 70' · Norbert Pogrzeba 88'                                                                                | 5:1(3:1) | Löwe 20'                                                                                            | Stadion Miejski Widzów: 30000 Sędzia: Heymann ( Szwajcaria)                                         |
| Edward Szymkowiak – Józef Dymarczyk, Paweł Orzechowski, Walter Winkler, Zygmunt Anczok – Gerhardt Lukoszczyk, Ryszard Grzegorczyk – Jan Banaś, Norbert Pogrzeba, Jan Liberda, Jerzy Jóźwiak | Edward Szymkowiak – Józef Dymarczyk, Paweł Orzechowski, Walter Winkler, Zygmunt Anczok – Gerhardt Lukoszczyk, Ryszard Grzegorczyk – Jan Banaś, Norbert Pogrzeba, Jan Liberda, Jerzy Jóźwiak |          | Weigang – Faber, Giessner, Geisler – Trojan, Naumann – Engelhardt, Trölitsch, Frenzel, Franke, Löwe | Weigang – Faber, Giessner, Geisler – Trojan, Naumann – Engelhardt, Trölitsch, Frenzel, Franke, Löwe |

#### 1966/1967
| Drużyna 1              | Wynik    | Drużyna 2              |
| ---------------------- | -------- | ---------------------- |
| IFK Norrköping         | 5:1(4:0) | Polonia Bytom          |
| Polonia Bytom          | 0:0      | Dynamo Drezno          |
| Spartak Hradec Králové | 0:0      | Polonia Bytom          |
| Polonia Bytom          | 3:1(1:1) | IFK Norrköping         |
| Dynamo Drezno          | 7:1(3:0) | Polonia Bytom          |
| Polonia Bytom          | 0:0      | Spartak Hradec Králové |

| M  | Nazwa                  | Z | R | P | G+ | G- | P |
| -- | ---------------------- | - | - | - | -- | -- | - |
| 1. | IFK Norrköping         | 4 | 0 | 2 | 17 | 10 | 8 |
| 2. | Dynamo Drezno          | 3 | 1 | 2 | 13 | 7  | 7 |
| 3. | Polonia Bytom          | 1 | 3 | 2 | 5  | 13 | 5 |
| 4. | Spartak Hradec Králové | 1 | 2 | 3 | 3  | 8  | 1 |

#### 1967
| Drużyna 1           | Wynik    | Drużyna 2           |
| ------------------- | -------- | ------------------- |
| Grasshoppers Zurych | 1:4(0:1) | Polonia Bytom       |
| IF Elfsborg         | 1:2(1:2) | Polonia Bytom       |
| Polonia Bytom       | 2:1(2:1) | Werder Brema        |
| Werder Brema        | 2:0(1:0) | Polonia Bytom       |
| Polonia Bytom       | 3:0(2:0) | IF Elfsborg         |
| Polonia Bytom       | 5:1(2:1) | Grasshoppers Zurych |

| M  | Nazwa               | Z | R | P | G+ | G- | P  |
| -- | ------------------- | - | - | - | -- | -- | -- |
| 1. | Polonia Bytom       | 5 | 0 | 1 | 16 | 6  | 10 |
| 2. | Werder Brema        | 3 | 2 | 1 | 12 | 7  | 8  |
| 3. | IF Elfsborg         | 1 | 1 | 4 | 10 | 16 | 3  |
| 4. | Grasshoppers Zurych | 1 | 1 | 4 | 9  | 18 | 3  |

#### 1970
| Drużyna 1        | Wynik    | Drużyna 2        |
| ---------------- | -------- | ---------------- |
| Polonia Bytom    | 2:2(1:1) | Horsens FS       |
| Polonia Bytom    | 1:0(0:0) | Wacker Innsbruck |
| Rot-Weiss Essen  | 1:1(0:0) | Polonia Bytom    |
| Polonia Bytom    | 3:2(2:1) | Rot-Weiss Essen  |
| Horsens FS       | 1:1(0:1) | Polonia Bytom    |
| Wacker Innsbruck | 2:3(1:2) | Polonia Bytom    |

| M  | Nazwa            | Z | R | P | G+ | G- | P |
| -- | ---------------- | - | - | - | -- | -- | - |
| 1. | Polonia Bytom    | 3 | 3 | 0 | 11 | 8  | 9 |
| 2. | Wacker Innsbruck | 3 | 1 | 2 | 14 | 6  | 7 |
| 3. | Rot-Weiss Essen  | 2 | 1 | 3 | 16 | 12 | 5 |
| 4. | Horsens FS       | 0 | 3 | 3 | 3  | 18 | 3 |

#### 1973
| Drużyna 1        | Wynik    | Drużyna 2        |
| ---------------- | -------- | ---------------- |
| Östers IF Växjö  | 3:2(3:0) | Polonia Bytom    |
| B 1901           | 0:2(0:0) | Polonia Bytom    |
| Polonia Bytom    | 1:2(1:2) | Östers IF Växjö  |
| Polonia Bytom    | 4:1(3:0) | Austria Salzburg |
| Austria Salzburg | 7:1(5:0) | Polonia Bytom    |
| Polonia Bytom    | 6:2(2:1) | B 1901           |

| M  | Nazwa            | Z | R | P | G+ | G- | P  |
| -- | ---------------- | - | - | - | -- | -- | -- |
| 1. | Östers IF Växjö  | 5 | 1 | 0 | 16 | 4  | 11 |
| 2. | Austria Salzburg | 3 | 1 | 2 | 16 | 11 | 7  |
| 3. | Polonia Bytom    | 3 | 0 | 3 | 16 | 15 | 6  |
| 4. | B 1901           | 0 | 0 | 6 | 5  | 23 | 0  |

#### 1975
| Drużyna 1              | Wynik    | Drużyna 2              |
| ---------------------- | -------- | ---------------------- |
| AIK Sztokholm          | 0:2(0:1) | Polonia Bytom          |
| Polonia Bytom          | 1:2(1:1) | Zbrojovka Brno         |
| Tennis Borussia Berlin | 1:1(0:0) | Polonia Bytom          |
| Zbrojovka Brno         | 2:2(1:1) | Polonia Bytom          |
| Polonia Bytom          | 5:1(2:1) | AIK Sztokholm          |
| Polonia Bytom          | 3:0(2:0) | Tennis Borussia Berlin |

| M  | Nazwa                  | Z | R | P | G+ | G- | P  |
| -- | ---------------------- | - | - | - | -- | -- | -- |
| 1. | Zbrojovka Brno         | 5 | 0 | 1 | 15 | 6  | 10 |
| 2. | Polonia Bytom          | 3 | 1 | 2 | 13 | 6  | 7  |
| 3. | Tennis Borussia Berlin | 2 | 1 | 3 | 8  | 16 | 5  |
| 4. | AIK Sztokholm          | 1 | 0 | 5 | 7  | 15 | 2  |

#### 1980
| Drużyna 1      | Wynik    | Drużyna 2      |
| -------------- | -------- | -------------- |
| Polonia Bytom  | 1:0(1:0) | Plastika Nitra |
| Polonia Bytom  | 0:1(0:0) | Esbjerg fB     |
| Polonia Bytom  | 1:1(1:1) | LASK Linz      |
| Plastika Nitra | 4:0(2:0) | Polonia Bytom  |
| Esbjerg fB     | 1:2(0:1) | Polonia Bytom  |
| LASK Linz      | 2:0(2:0) | Polonia Bytom  |

| M  | Nazwa          | Z | R | P | G+ | G- | P |
| -- | -------------- | - | - | - | -- | -- | - |
| 1. | Plastika Nitra | 4 | 0 | 2 | 9  | 3  | 8 |
| 2. | LASK Linz      | 2 | 2 | 2 | 7  | 9  | 6 |
| 3. | Esjberg fB     | 2 | 1 | 3 | 8  | 7  | 5 |
| 4. | Polonia Bytom  | 2 | 1 | 3 | 4  | 9  | 5 |

## Puchar Ameryki

### 1965
Po sukcesie w Pucharze Rappana Polonia wzmocniona Eugeniuszem Faberem i Antonim Nierobą z chorzowskiego Ruchu i Zygmuntem Szmidtem z GKS Katowice wyjechała do USA na turniej piłkarski organizowany dla drużyn europejskich. W pierwszym meczu rozgrywek grupowych, w obecności 12736 widzów, drużyna zmierzyła się z mistrzem Węgier i zdobywcą Pucharu Miast Targowych 1964/1965 – budapeszteńskim Ferencvárosem, mającym w swoim składzie takich piłkarzy jak Flórián Albert czy Zoltán Varga. Spotkanie zakończyło się remisem 0:0, a sędzia nie uznał dwóch bramek strzelonych przez Polonię.
11 lipca o 14:30 Polonia zmierzyła się z mistrzem Szkocji – Kilmarnock F.C., z którym zremisowała 1:1 (0:1). Kończące pierwszą rundę spotkanie z West Bromwich okazało się bardzo trudne dla bytomian. Anglicy prowadzili 2:0 po bramkach Kena Foggo i Johna Kaye, jednak Norbert Pogrzeba w ciągu dwóch minut – w 77 i 79 – doprowadził do wyrównania.
18 lipca o 14:30 nastąpił rewanż z Ferencvárosem w 35 minucie Flórián Albert z podania Gyuli Rákosiego strzelił bramkę dla Węgrów. Po przerwie trener Michał Matyas zastąpił Pogrzebę Zygmuntem Szmidtem. Madziarzy zaprotestowali twierdząc, że jest to niezgodne z regulaminem, jednak komitet organizacyjny przyznał rację bytomianom. Po tym wydarzeniu gra stała się tak ostra, że amerykański sędzia Carannante usunął z boiska Pála Orosza za serię złośliwych fauli. W 63 minucie wyrównującą bramkę zdobył Jan Liberda, a w 66 drugiego gola strzelił Szmidt.
Z Kilmarnock poloniści wygrali 2:0 po bramkach Pogrzeby i Szmidta, natomiast na zakończenie rozgrywek grupowych odbył się rewanż z West Bromwich dopingowanym przez zawodników Ferencvárosu i miejscowych Węgrów, ponieważ gdyby Polonia przegrała – do finału awansowałby właśnie budapeszteński klub. Polska drużyna rozegrała jednak bardzo dobry mecz, dokumentując swoją przewagę sześcioma bramkami, a hat-trickami popisali się Pogrzeba i Szmidt. Dave Murray z NBC New York powiedział po meczu, że Polonia jest najlepszą drużyną, jaką kiedykolwiek oglądał w USA.
Po dość łatwej wygranej nad zwycięzcami pierwszej grupy – New Yorkers – w środę, 4 sierpnia, poloniści spotkali się z tą drużyną w meczu rewanżowym. Mając trzybramkową przewagę z pierwszego spotkania zawodnicy postawili na obronę, aby awansować dalej jak najmniejszym nakładem sił. Efektem tego była bramka stracona w 28 minucie, a strzelcem był Neubauer. Taki bieg wydarzeń zmusił Polonię do zmiany taktyki i dwie minuty później pierwszą bramkę dla bytomian strzelił Szmidt. Po zmianie stron, w 46 minucie, Jerzy Jóźwiak otrzymał podanie od Pogrzeby i celnym strzałem pokonał bramkarza Uwe Schwarta. Wynik meczu nie uległ zmianie do końca i Polonia wygrała Interligę oraz uzyskała prawo do gry o American Challenge Cup.
W pierwszym spotkaniu o Puchar Ameryki nie zagrał Liberda, który leczył kontuzję. W obecności 15 tysięcy widzów Polonia wygrała z niepokonaną dotychczas Duklą Praga, która od czterech lat dzierżyła Trofeum. Pierwsza połowa była wyrównana, jednak w drugiej bytomianie uzyskali przewagę i dała ona efekt w 59 minucie, kiedy bramkę zdobył Jan Banaś, który wykonując rzut wolny z odległości dwudziestu metrów od bramki, trafił jednego z Czechów. Piłka wróciła pod nogi Banasia i strzelił on powtórnie, a bramkarz Ivo Viktor nie zdołał obronić. Druga bramka padła w podobnych okolicznościach. Wtedy w jednego z obrońców Dukli przy rzucie wolnym trafił Norbert Pogrzeba, a odbitą piłkę przejął Ryszard Grzegorczyk, który tym samym ustalił końcowy rezultat.
11 sierpnia odbył się drugi mecz. Choć Polonia od samego początku zaatakowała, jako pierwsza straciła bramkę. Josef Vacenovský w szóstej minucie silnym strzałem z trzydziestu metrów pokonał Edwarda Szymkowiaka. Bytomianie jednak nadal atakowali, a efekt osiągnęli w trzydziestej minucie, kiedy Jerzy Jóźwiak zdobył bramkę wyrównującą. Później zawodnik ten trafił też w poprzeczkę, potem Jan Banaś w spojenie słupka z poprzeczką i znów Jóźwiak w poprzeczkę. Trener Michał Matyas określił te wydarzenia jako fantastyczną opiekę bogini szczęścia nad praskim bramkarzem Pavlem Koubą. Po przerwie Zygmunta Szmidta zastąpił Jan Liberda. Czesi nie radzili sobie z bytomską obroną, a ataki Polonii wciąż zagrażały bramce Dukli. Wynik jednak nie zmienił się i drużyna polska zdobyła American Challenge Cup nazywany w Polsce Pucharem Ameryki.

#### Rozgrywki grupowe
| M  | Nazwa         | Z | R | P | G+ | G- | P |
| -- | ------------- | - | - | - | -- | -- | - |
| 1. | Polonia Bytom | 3 | 3 | 0 | 13 | 4  | 9 |
| 2. | Ferencváros   | 3 | 2 | 1 | 10 | 6  | 8 |
| 3. | West Bromwich | 1 | 2 | 3 | 6  | 13 | 4 |
| 4. | Kilmarnock    | 1 | 1 | 4 | 5  | 11 | 3 |

#### Finał International Soccer League
| 31 lipca 1965 | Polonia Bytom | 3:0(1:0) | New Yorkers                                                                                          | Randall Island Stadium Sędzia: Leo Goldstein (Stany Zjednoczone)                                     |
| 31 lipca 1965 | Jan Banaś 22' · Zbigniew Szmidt 68' · Jerzy Jóźwiak 88' | 3:0(1:0) | | Randall Island Stadium Sędzia: Leo Goldstein (Stany Zjednoczone)                                     |
| Edward Szymkowiak – Paweł Orzechowski, Walter Winkler, Zygmunt Anczok, Antoni Nieroba, Ryszard Grzegorczyk, Jan Banaś, Zygmunt Szmidt, Norbert Pogrzeba, Jan Liberda, Eugeniusz Faber (od 46 min. Jerzy Jóźwiak) | Edward Szymkowiak – Paweł Orzechowski, Walter Winkler, Zygmunt Anczok, Antoni Nieroba, Ryszard Grzegorczyk, Jan Banaś, Zygmunt Szmidt, Norbert Pogrzeba, Jan Liberda, Eugeniusz Faber (od 46 min. Jerzy Jóźwiak) |          | Uwe Schwartz – Reszneki, Young, Rick, Winter, Horvath, Albrecht, Meyer, Kosmidis, Neubauer, Howfield | Uwe Schwartz – Reszneki, Young, Rick, Winter, Horvath, Albrecht, Meyer, Kosmidis, Neubauer, Howfield |

| 4 sierpnia 1965 | New Yorkers  | 1:2(1:1) | Polonia Bytom | Randall Island Stadium Sędzia: John di Salvatore (Stany Zjednoczone) |
| 4 sierpnia 1965 | Neubauer 28' | 1:2(1:1) | · Zbigniew Szmidt 30' · Jerzy Jóźwiak 46' | Randall Island Stadium Sędzia: John di Salvatore (Stany Zjednoczone) |
|                 |              |          | Edward Szymkowiak, Paweł Orzechowski, Walter Winkler, Zygmunt Anczok, Antoni Nieroba, Ryszard Grzegorczyk, Jerzy Jóźwiak, Zygmunt Szmidt, Norbert Pogrzeba, Jan Liberda, Eugeniusz Faber |                                                                      |

#### American Challenge Cup
| 7 sierpnia 1965 | Polonia Bytom | 2:0(0:0) | Dukla Praga | Randall Island Stadium Sędzia: Aldo Clemente (Stany Zjednoczone) |
| 7 sierpnia 1965 | Jan Banaś 59' · Ryszard Grzegorczyk 78' | 2:0(0:0) | | Randall Island Stadium Sędzia: Aldo Clemente (Stany Zjednoczone) |
| Edward Szymkowiak – Paweł Orzechowski, Walter Winkler, Zygmunt Anczok, Antoni Nieroba, Ryszard Grzegorczyk, Eugeniusz Faber, Zygmunt Szmidt, Jan Banaś, Norbert Pogrzeba, Jerzy Jóźwiak; Trener: Michał Matyas | Edward Szymkowiak – Paweł Orzechowski, Walter Winkler, Zygmunt Anczok, Antoni Nieroba, Ryszard Grzegorczyk, Eugeniusz Faber, Zygmunt Szmidt, Jan Banaś, Norbert Pogrzeba, Jerzy Jóźwiak; Trener: Michał Matyas |          | Ivo Viktor, Miroslav Čmarada, Jiří Čadek, Ladislav Novák, Svatopluk Pluskal, Josef Masopust, Jan Brumovský, František Knebort, Josef Vacenovský, Miroslav Rödr, Josef Jelínek; Trener: Jaroslav Vejvoda | Ivo Viktor, Miroslav Čmarada, Jiří Čadek, Ladislav Novák, Svatopluk Pluskal, Josef Masopust, Jan Brumovský, František Knebort, Josef Vacenovský, Miroslav Rödr, Josef Jelínek; Trener: Jaroslav Vejvoda |

| 11 sierpnia 1965 | Dukla Praga | 1:1(1:1) | Polonia Bytom | Randall Island Stadium Sędzia: John di Salvatore (Stany Zjednoczone) |
| 11 sierpnia 1965 | Josef Vacenovský 6' | 1:1(1:1) | · Jerzy Jóźwiak 30' | Randall Island Stadium Sędzia: John di Salvatore (Stany Zjednoczone) |
| Pavel Kouba, Miroslav Čmarada, Jiří Čadek, Ladislav Novák, Svatopluk Pluskal, Josef Masopust, Jan Brumovský, Josef Vacenovský, František Knebort, Miroslav Rödr, Josef Nedorost; Trener: Jaroslav Vejvoda | Pavel Kouba, Miroslav Čmarada, Jiří Čadek, Ladislav Novák, Svatopluk Pluskal, Josef Masopust, Jan Brumovský, Josef Vacenovský, František Knebort, Miroslav Rödr, Josef Nedorost; Trener: Jaroslav Vejvoda |          | Edward Szymkowiak, Paweł Orzechowski, Walter Winkler, Zygmunt Anczok, Antoni Nieroba, Ryszard Grzegorczyk, Eugeniusz Faber, Zygmunt Szmidt (od 46 min. Jan Liberda), Jan Banaś, Norbert Pogrzeba, Jerzy Jóźwiak; Trener: Michał Matyas | Edward Szymkowiak, Paweł Orzechowski, Walter Winkler, Zygmunt Anczok, Antoni Nieroba, Ryszard Grzegorczyk, Eugeniusz Faber, Zygmunt Szmidt (od 46 min. Jan Liberda), Jan Banaś, Norbert Pogrzeba, Jerzy Jóźwiak; Trener: Michał Matyas |